# Un sombrero de cielo
Un Sombrero de Cielo, es la 32ª novela de la saga de Mundodisco de Terry Pratchett, publicada en 2004. Esta es la tercera novela dirigida principalmente a jóvenes adultos, y la segunda novela que tiene a Tiffany Aching como protagonista. 
Aparte de ser una secuela de The Wee Free Men, esta es también una secuela de El Mar y Los Pececitos, historia corta que cuenta que son las Pruebas de las Brujas, e introduce a la Sra Earwig.

## Argumento
La joven bruja Tiffany Aching, ya con once años de edad, se prepara para hacer su primer entrenamiento serio como bruja, lejos del hogar. Va a comenzar su entrenamiento con Srta Level para aprender el uso de las plantas y otros aspectos de la brujería. 
En la casa de esta, Tiffany se ve preocupada por una extraña presencia en la casa, que termina siendo Oswald, un "ondageist" (un concepto inventado por Pratchett, un poltergeist obsesivo-compulsivo por la limpieza) y de la extraña duplicidad de la Srta Level. Tampoco encuentra mucho consuelo en el trabajo de las brujas en el cual la rutina de su instructora es visitar diariamente a los viejos y aquellos que no son capaces de auto sostenerse, algo que la deja abatida, ya por esto nunca reciben siquiera unas gracias.
En esta rutina, una Colmena, una criatura misteriosa y peligrosa que pocos logran percibir (Los Feegle y Yaya Ceravieja entre ellos), trata de ganar el control de la mente de Tiffany, aprovechando sale de su cuerpo en un Préstamo. A partir de este hecho, ella comienza a comportarse de manera extraña, sin las restricciones de su segunda y tercera visión, y los Feegle llegan al rescate. 

## Traducciones
- Klobouk s oblohou (checo)
- Een hoed van lucht (holandés)
- En hat fuld af himmel (danés)
- Kübaratäis taevast (estonio)
- Tähtihattu (finlandés)
- Ein Hut voller Sterne (alemán)
- Un cappello pieno di stelle (italiano)
- En hatt full av himmel (noruego)
- Kapelusz pełen nieba (polaco)
- Un Chapeau De Ciel (francés)